# Le Jeu de l'oie (film)
Pour les articles homonymes, voir Jeu de l'oie.
Pour plus de détails, voir Fiche technique et Distribution.
Le Jeu de l'oie (El juego de la oca) est un film espagnol réalisé par Manuel Summers, sorti en 1965.

## Synopsis
Pablo, un jeune dessinateur, tombe amoureux de sa collègue Angela alors qu'il est déjà marié et a des enfants.

## Fiche technique
- Titre : Le Jeu de l'oie
- Titre original : El juego de la oca
- Réalisation : Manuel Summers
- Scénario : Pilar Miró et Manuel Summers
- Musique : Antonio Pérez Olea
- Photographie : Francisco Fraile
- Montage : Pedro del Rey
- Production : Benito Perojo
- Société de production : Suevia Films, Paraguas Films et Producciones Benito Perojo
- Pays :  Espagne
- Genre : Comédie dramatique
- Durée : 112 minutes
- Dates de sortie : 
  -  France : 1965 (Festival de Cannes)
  -  Espagne : 31 janvier 1966

## Distribution
- Sonia Bruno : Ángela Núñez de la Fuente
- María Massip : Blanca
- José Antonio Amor : Pablo Cárdenas García
- Julieta Serrano : la partenaire d'Ángela
- Paco Valladares : Múñoz

## Distinctions
Le film a été présenté en sélection officielle en compétition au Festival de Cannes 1965.